# 군포교회
군포교회(軍浦敎會, Gunpo Presbyterian Church)는 대한민국 경기도 군포시 당동에 위치한 대한예수교장로회(통합) 안양노회 소속 교회이다.

## 연혁
- 1925년 2월 25일: 미국인 선교사 언더우드 목사 2세가 삼성리 교회의 지교회 창립
- 1975년 10월 19일: 교회창립 50주년 기념예배와 성전봉헌
- 1984년 6월 10일: 새성전 봉헌(현 위치)
- 1996년 9월 6일: 군포교회 어린이집 개원
- 1998년 5월 31일: 희락성전 입당
- 2000년 11월 25일: 사랑성전 개축

## 담임목사
- 서일규 목사(1970년 12월 9일~2001년 6월 24일 원로목사 추대)
- 신현경 목사(2001년 6월 24일~2015년 6월 28일 사임)
- 김철웅 목사(2016년 1월 3일~ 현 시무)

## 시설물 및 시스템
군포 최초의 유치원은 운영하고 있으며 지금도 지역 교육을 책임지고 있다.
본 건물로는 사랑성전, 부속 건물은 희락성전, 군포 유치원을 운영하고 있다.